# Pachyurus squamipennis
Pachyurus squamipennis és una espècie de peix de la família dels esciènids i de l'ordre dels perciformes.

## Morfologia
- Els mascles poden assolir 29,1 cm de longitud total.[4][5]

## Hàbitat
És un peix de clima subtropical i bentopelàgic.

## Distribució geogràfica
Es troba a Sud-amèrica: conca del riu São Francisco al Brasil.

## Observacions
És inofensiu per als humans.